# Ješkova Ves
Ješkova Ves je obec, ležící na úpatí pohoří Tribeč, v okrese Partizánske v Trenčínském kraji na Slovensku. Žije zde 496 obyvatel.
První písemná zmínka je z roku 1422. V obci je římskokatolický kostel Sedmibolestné Panny Marie.